# The Grateful Dead
| 전문가 평가 | 전문가 평가 |
| 평가 점수   | 평가 점수   |
| 출처        | 점수        |
| ----------- | ----------- |
| AllMusic    | [ 1 ]       |

《The Grateful Dead》는 미국의 록 밴드 그레이트풀 데드의 데뷔 스튜디오 음반이다. 1967년 3월 17일, 워너 브라더스 레코드에 의해 발매되었다. 베이시스트 필 레시와 드러머 빌 크로이츠만의 전기에 따르면, 밴드는 《San Francisco's Grateful Dead》로 음반을 발매했다.

## 배경
이 음반은 1967년부터 원래의 아날로그/모노 마스터들로부터 180g의 바이닐 컷으로 2011년 레코드 스토어 데이를 위해 재발매되었다. 2013년 고선명 디지털 리마스터판은 2003년 라이노 발매를 위해 확장된 4개의 트랙 중 원래 발매된 대로 편집된 버전을 특징으로 한다.
이 에디션은 캐나다 밴쿠버 가든 오디토리움에서 1966년 7월, 한 쌍의 콘서트에서 라이브 자료가 수록된 두 번째 CD를 포함하여 2017년 음반의 50주년을 위한 새로운 버전이 주어졌다. 두 번째 CD는 레코드 스토어 데이 2017에 독립형 더블 LP로 바이닐에 발매되었다.

## 커버 아트
원래 준비된 커버 아트에는 음반 커버 상단에 이집트의 사자의 서에서 따온 구절인 "어둠의 땅에서 태양의 배는 죽은 자들에 의해 그려진다"라고 쓰여 있었다. 이 책이 더 널리 읽혔기 때문에, 일부는 이 밴드가 인용문에서 "우리는 영원한 어둠의 가장자리에 서 있는 것처럼 이제 우리의 영혼을 창조주에게 돌려준다. 다른 사람들이 알 수 있도록 우리의 구호가 그 빈자리를 채우도록 하자. 밤의 땅에서, 태양의 배는 감사한 죽은 자들에 의해 그려진다."라며 자신들의 이름을 따왔다고 잘못 생각했다. 그들은 그러지 않았고, 제리 가르시아는 그것이 "자랑스러운" 것처럼 보인다고 걱정했고, 밴드는 특정 철학이나 교리에 의존하는 것으로 보여지는 것에 대해 불안해했기 때문에, 그들은 아티스트인 스탠리 마우스에게 밴드 이름을 제외한 모든 것을 읽을 수 없도록 대본을 스타일화해달라고 요청했다. 중앙 이미지는 비슈누의 아바타 요가 나라심하의 12세기 촐라 조각상을 묘사하고 있다. 이 조각품은 현재 넬슨 앳킨스 미술관에 소장되어 있다.

## 곡 목록
| #  | 제목                                        | 작사·작곡                                                          | 재생 시간 |
| -- | ------------------------------------------- | ------------------------------------------------------------------ | --------- |
| 1. | 〈The Golden Road (To Unlimited Devotion)〉 | 밥 위어, 론 "피그펜" 맥케넌, 빌 크로이츠만, 제리 가르시아, 필 레시 | 2:07      |
| 2. | 〈Beat It On Down the Line〉                | 제시 풀러                                                          | 2:27      |
| 3. | 〈Good Morning, School Girl〉               | 소니 보이 윌리엄슨 1세                                             | 5:56      |
| 4. | 〈Cold Rain and Snow〉                      | 오브레이 램지                                                      | 2:25      |
| 5. | 〈Sitting on Top of the World〉             | 로니 채트먼, 월터 빈슨                                             | 2:01      |
| 6. | 〈Cream Puff War〉                          | 가르시아                                                           | 2:25      |

| #  | 제목                          | 작사·작곡          | 재생 시간 |
| -- | ----------------------------- | ------------------ | --------- |
| 1. | 〈Morning Dew〉               | 보니 돕슨, 팀 로즈 | 5:00      |
| 2. | 〈New, New Minglewood Blues〉 | 노아 루이스        | 2:31      |
| 3. | 〈Viola Lee Blues〉           | 루이스             | 10:01     |